# ロベルト・ハルティング
ロベルト・ハルティング（Robert Harting、1984年10月18日 - ）は、ドイツの陸上競技選手、専門は円盤投。ベルリン・大邱の世界選手権、2012年ロンドンオリンピックの金メダリスト。コトブス出身。

## 経歴
ハルティングは2001年世界ユース陸上競技選手権大会で銀メダルを獲得、翌2002年の世界ジュニア陸上競技選手権大会は予選敗退の結果に終わっている。その後2005年の23歳以下ヨーロッパ選手権で優勝した。2006年ヨーロッパ陸上競技選手権大会以降シニア大会に出場しはじめた。この時のハルティングの成績は59m87・予選B組5等となり決勝進出を逃している。2007年、ハルティングは6月に自己記録を66m93まで更新。8月の世界陸上競技選手権大会に出場、決勝の5投目に66m68を記録してゲルド・カンテルに次ぐ2位に入り銀メダルを獲得した。ハルティングはこの年のIAAFワールドアスレチックファイナルで4位に入った。2008年、ハルティングは6月にカウナスで行われた競技会で68m65を記録、その後8月の北京オリンピックで67m09を記録し4位に入った。9月のIAAFワールドアスレチックファイナルは3位だった。
2009年8月の世界陸上競技選手権大会でハルティングは5投目までを終えて2位、69m15を記録したピョートル・マワホフスキーが首位に立っていた。6投目の最終投擲を控え、ハルティングが逆転するためには自己記録を更新する投擲が必要だった。ここで69m43を記録して首位に躍り出るとマワホフスキーの6投目は及ばず、ハルティングは世界選手権優勝を飾った。
2010年、ハルティングは7月のドイツ選手権では68m67を記録して優勝を飾った。同選手権は2007年から2011年まで5連覇している。続くヨーロッパ陸上競技選手権大会は68m47を記録したが、マワホフスキーに敗れて2位。9月のIAAFコンチネンタルカップは66m85を記録して優勝を飾った。またハルティングはこの年に始まったIAAFダイヤモンドリーグの上海・ローマ・チューリッヒに出場、このうちチューリッヒではマワホフスキーを抑えて優勝を飾った。

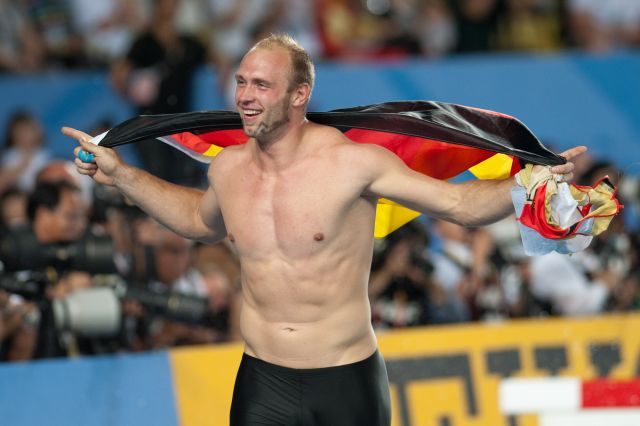
2011年8月世界選手権優勝時

2011年8月、ハルティングは世界陸上競技選手権大会決勝で1投目から68m49を投げて首位に立つと4投目に68m97へ記録を伸ばしゲルド・カンテル以下を抑えて優勝。2大会連続で世界選手権金メダリストに輝いた。2014年ヨーロッパ選手権では雨天の中3投目で66m07を投げ、優勝を決めた。
ハルティングはSCCベルリンに所属し、かつてウルフ・ティンマーマンのコーチであったヴェルナー・ゴールドマンの指導を受けている。自己記録は2012年5月にチェコのトゥルノフで行われた競技会で記録した70m66。
優勝する度にトラックでユニフォームのシャツを破いて上半身裸になるというパフォーマンスをすることで知られ、弟のクリストフ・ハルティングも2016年リオデジャネイロオリンピックの陸上競技の男子円盤投げで金メダルを獲得している。

## 自己記録
- 円盤投 - 70m66（2012年5月22日、トゥルノフ）
- 砲丸投 - 18m63（2007年7月6日、ゴータ）